# L'Odyssée fantastique
Pour les articles homonymes, voir Odyssée (homonymie).
L'odyssée fantastique ou Le Voyage de la Licorne ou encore La Merveilleuse traversée de la Licorne (Voyage of the Unicorn) est une mini-série américaine de 170 minutes, réalisée par Philip Spink d'après le roman Voyage of the Basset de James C. Christensen, produite par RHI Entertainment et diffusée en 2001 sur Odyssey Network.

## Synopsis
Le professeur Alan Aisling vient de perdre sa femme. Grâce à sa croyance qu'il existe quelque part un monde imaginaire, il va être entraîné avec ses deux filles Cassie et Miranda, dans une aventure merveilleuse peuplée de créatures fantastiques.

## Fiche technique
- Titre original : Voyage of the Unicorn
- Titre français : L'Odyssée fantastique, Le Voyage de la Licorne
- Titre québécois : La merveilleuse traversée de la licorne
- Réalisation : Philip Spink
- Scénario : Dan Levine et James C. Christensen
- Musique : Daryl Bennett et Jim Guttridge
- Production : Matthew O'Connor, Michael O'Connor
- Photographie : John Spooner
- Décors : Penny A. Chalmers
- Costumes : Karen L. Matthews
- Montage : Ron Yoshida
- Casting : Stuart Aikins et Susan Bluestein
- Version française : Mediadub International
- Adaptation française : Linda Bruno
- Direction artistique version française : Colette Venhard
- Origine : États-Unis
- Langue : anglais
- Genre : fantastique
- Type : mini-série
- Sociétés de production : Hallmark Entertainment
- Durée : 170 minutes
- Dates de première diffusion :
  -  États-Unis : 2 mars 2001 et 3 mars 2001 sur Odyssey Network
  -  France : 28 décembre 2001 sur M6

## Distribution
- Beau Bridges (VF : Mario Santini) : Professeur Alan Aisling
- Chantal Conlin (de) (VF : Céline Mauge) : Cassie Aisling
- Heather McEwen (en) (VF : Noémie Orphelin) : Miranda Aisling
- Mackenzie Gray (VF : Jacques Frantz) : Skotos
- John DeSantis : Cratch
- Adrien Dorval : Mog
- Colin Heath : Malachi
- Kristian Ayre (en) : Sebastian
- Mark Gibbon (en) : Minotaure
- Kira Clavell : Méduse
- Kim Hawthorne (en) : Sphinx
- Markus Parilo : Obéron
- Ocean Hellman (en) : Titania
- Wanda Cannon : Lily
- C. Ernst Harth (en) : Olaf l'Ogre
- Holly Dignard : Berty